# Satélite Kompsat-2
KOMPSAT-2 (KOrea Multi-Purpose SATellite-2) conocido también como Arirang-2, es un satélite surcoreano de observación de la Tierra de muy alta resolución.

## Historia
Corea del Sur inició el programa Kompsat en 1995, con el objetivo de desarrollar un segmento nacional de observación de la Tierra y suministrar servicios en diferentes aplicaciones de teledetección.
El satélite de observación surcoreano KOMPSAT-2 fue desarrollado por el KARI (Korea Aerospace Research Institute) en colaboración con EADS Astrium, para garantizar la continuidad del satélite Kompsat-1 lanzado en 1999. Kompsat-2 fue puesto en órbita el 28 de julio de 2006 a través del lanzador Rokot, desde la base rusa de Plessetsk. 

## Tecnologías

### Órbita
Kompsat-2 describe una órbita de tipo circular casi polar heliosíncrona con los siguientes parámetros:
- Altitud media: 685 km
- Peso: 800 kg
- Inclinación: 98° (condiciones de heliosincronismo)
- Período de revolución: 1 h 38 min 27 s
- Ciclo orbital: 28 días

### Sistemas a bordo
La instrumentación a bordo está destinada a la adquisición de imágenes de alta y muy alta resolución sobre una extensión de 15 km. La capacidad de adquisición es de 20 minutos por órbita y el satélite es programable con ángulos de visión lateral de +/- 30°. Es posible adquirir imágenes pancromáticas y multiespectrales simultáneamente.
Las características del radiómetro son:
| modo           | canal | banda espectral                     | resolución espacial | extensión |
| -------------- | ----- | ----------------------------------- | ------------------- | --------- |
| multiespectral | 1     | 0,45 - 0,52 m (azul)               | 4 m                 | 15 km     |
|                | 2     | 0,52 - 0,60 m (verde)              | 4 m                 | 15 km     |
|                | 3     | 0,63 - 0,69 m (rojo)               | 4 m                 | 15 km     |
|                | 4     | 0,76 - 0,90 m (próximo infrarrojo) | 4 m                 | 15 km     |
| pancromático   | P     | 0,50 - 0,90 m (blanco y negro)     | 1 m                 | 15 km     |

## Intereses y usos de las imágenes Kompsat-2
Kompsat-2 está diseñado para responder a las aplicaciones de teledetección de muy alta resolución (THR, en sus siglas en francés):
- Ordenación: detección e identificación de elementos inferiores a 1m²: vehículos, mobiliario urbano, redes de carreteras, zonas aisladas.
- Agricultura: identificación de zonas de cultivos o árboles con enfermedades
- Urbanismo y demografía: localización de construcciones individuales
- Defensa: descripción de lugares sensibles o militares
- Ingeniería civil: trazados viales, ferroviarios y oleoductos.

### Enlaces y documentos externos
- Oriondata Internacional: distribuidor de imágenes Kompsat-2, Kompsat-3, Kompsat-3A y Kompsat-5 en Latinoamérica
- Spot Image: antiguamente distribuidor global de Kompsat-2
- KARI

- Datos: Q6122125